# Biserica „Intrarea în Biserică” - Nica Filip
Biserica „Intrarea în Biserică” - Nica Filip este un monument istoric aflat pe teritoriul orașului Vălenii de Munte.
Biserică în formă de navă formată din pridvor deschis, pronaos, naos și altar semicircular la interior și poligonal la exterior, ușor decroșat față de naos. Pridvor: deschis, cu arce în plin cintru cu tiranți din lemn, ce sprijină pe stâlpi rotunzi din beton armat.
Pronaos: de formă pătrată, având în zidurile laterale câte o fereastră terminată în arc de cerc la partea superioară. Este despărțit de naos prin trei arcade în plin cintru, sprijinite pe patru stâlpi de secțiune pătrată, dintre care doi angajați.
Naos: dreptunghiular, având în zidurile laterale câte două ferestre terminate în arc de cerc la partea superioară. Este acoperit cu boltă cilindrică.
Altar: semicircular la interior și poligonal la exterior, cu acces direct din exterior.
Deasupra pridvorului se află o turlă cilindrică, pe bază pătrată îmbrăcată în scândură. În 1890-1920, s-a înlocuit ușa originară cu oblon.
După 1940, a fost reconstruită absida altarului.
Între 1981-1983, a avut loc restaurarea în urma cutremurului din anul 1977.